# BBVA (Uruguay)
BBVA es una institución bancaria uruguaya con sede en Montevideo, subsidiaria de la entidad española Banco Bilbao Vizcaya Argentaria.

## Historia

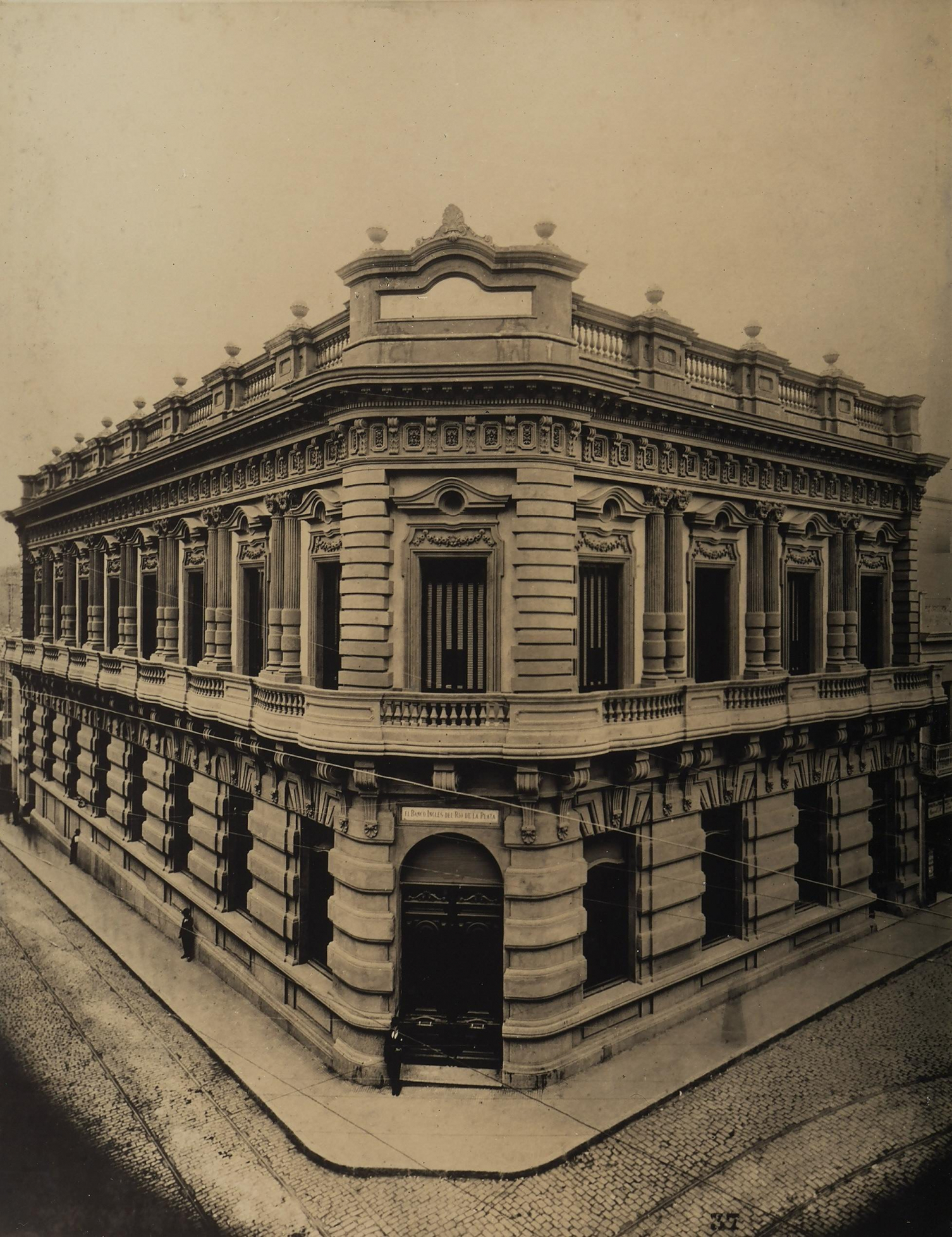
Casa Matriz del Banco Español del Río de la Plata en Montevideo construida por el arquitecto Luis Andreoni.

Los orígenes de dicha institución se remontan a 1912, con la constitución del Banco Territorial de Uruguay, el cual en 1964 es fusionado con el Banco Español de Uruguay para convertirse en el Banco Español y Territorial-Unión de Bancos del Uruguay.

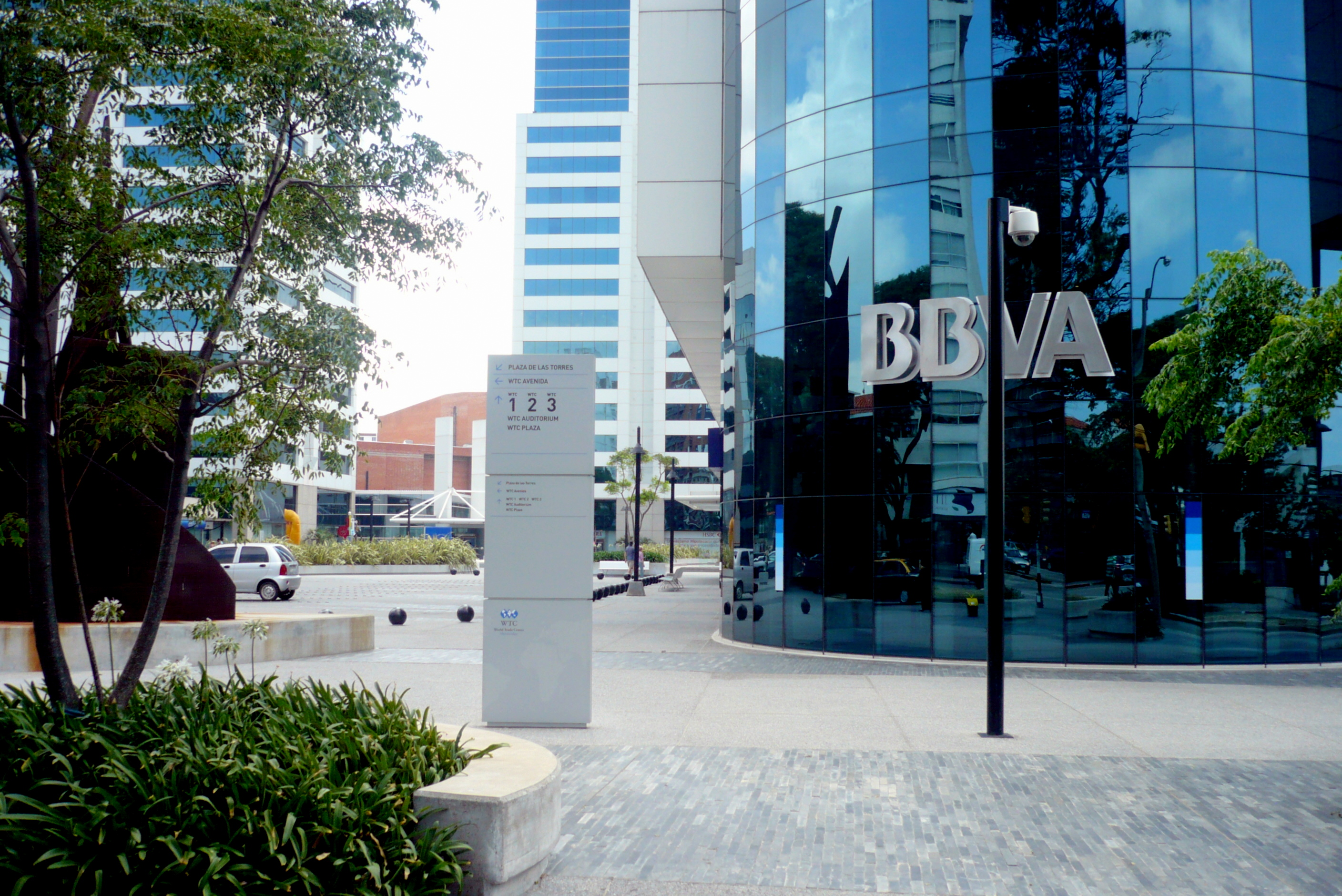
World Trade Center de Montevideo

En 1991, es adquirido por Banesto Banco Uruguay, y cinco años más tarde, en 1995 el banco es adquirido por el Banco Francés del Río de la Plata, adoptando la denominación de Banco Francés Uruguay. En 1997 Banco Vizcaya Argentaria adquiere el 30% del Banco Francés del Río de la Plata por lo cual nuevamente sufriría una nueva modificada en su denominación, pasando a ser BBV-Banco Francés Uruguay en 1998.
En 2000 BBV Banco Francés del Uruguay decide fusionarse con el Banco Exterior de América Argentaria y pasa a denominarse BBV Uruguay.
En 2010 BBVA adquiere al Crédit Uruguay Banco y se convierte en el segundo banco privado del país.
En 2019, BBVA inicio un proceso de unificación de su marca en todo el mundo.

## Logotipos

1995-2019
2019-2025
2025-presente